# Stelis cairoensis
Stelis cairoensis är en orkidéart som beskrevs av Carlyle August Luer. Stelis cairoensis ingår i släktet Stelis och familjen orkidéer. Inga underarter finns listade i Catalogue of Life.